# USS Russell (DD-414)
USS Russell (DD-414) là một tàu khu trục lớp Sims được Hải quân Hoa Kỳ chế tạo ngay trước Chiến tranh Thế giới thứ hai; nó là chiếc tàu chiến đầu tiên của Hải quân Hoa Kỳ được đặt tên theo Chuẩn đô đốc John Henry Russell (1827-1897), người tham gia cuộc Chiến tranh Mexico-Hoa Kỳ và cuộc Nội chiến Hoa Kỳ. Russell đã hoạt động tại Mặt trận Thái Bình Dương trong suốt Thế Chiến II cho đến khi xung đột kết thúc. Nó ngừng hoạt động năm 1945 và bị bán để tháo dỡ năm 1947.

## Thiết kế và chế tạo
Russell được đặt lườn tại xưởng tàu của hãng Newport News Shipbuilding & Dry Dock Co. ở Newport News, Virginia vào ngày 20 tháng 12 năm 1937. Nó được hạ thủy vào ngày 8 tháng 12 năm 1938; được đỡ đầu bởi bà Charles H. Marshall, cháu Chuẩn đô đốc Russell; và nhập biên chế cùng Hải quân Mỹ vào ngày 3 tháng 11 năm 1939 dưới quyền chỉ huy của Hạm trưởng, Thiếu tá Hải quân J. C. Pollock.

## Lịch sử hoạt động

### Trước chiến tranh
Nhập biên chế hai tháng sau khi chiến tranh nổ ra tại Châu Âu, Russell đã hoạt động tại khu vực Tây Đại Tây Dương và vùng biển Caribe trong nhiệm vụ Tuần tra Trung lập, cho đến khi Nhật Bản bất ngờ Tấn công Trân Châu Cảng vào ngày 7 tháng 12 năm 1941

### Thế Chiến II

#### 1942
Russell được lệnh đi sang khu vực Thái Bình Dương, và nó đã băng qua kênh đào Panama để đi đến San Diego, California, nơi vào ngày 6 tháng 1 năm 1942, nó khởi hành đi sang phía Tây hộ tống lực lượng tăng viện cho Samoa. Vào lúc nó đến nơi vào ngày 20 tháng 1, Nhật Bản đã tiến quân đến Malaya thuộc Anh, Borneo, Celebes, Gilbert và quần đảo Bismarck. Trong vòng một tuần, Rabaul thất thủ và quân Nhật tiếp tục chiếm đóng New Ireland và quần đảo Solomon trong khi về phía Tây, họ mở rộng vùng chiếm đóng đến Đông Ấn thuộc Hà Lan.
Vào ngày 25 tháng 1, Russell đi lên phía Bắc cùng với Lực lượng Đặc nhiệm 17, hộ tống cho tàu sân bay USS Yorktown (CV-5) trong khi máy bay của nó bắn phá Makin, Mili và Jaluit vào ngày 1 tháng 2, trước khi lên đường quay trở về Trân Châu Cảng. Đến giữa tháng, lực lượng lại lên đường, tách khỏi mục tiêu dự định ban đầu là đảo Wake để hỗ trợ lực lượng xây dựng một căn cứ không quân trên đảo Canton, một vị trí trọng yếu trên tuyến đường giao thông Hawaii-Samoa-Fiji đến Australia và cách Makin không đến 1.000 dặm (1.600 km). Các cuộc không kích xuống Rabaul và Gasmata được tiếp nối nhằm bảo vệ cho cuộc chuyển quân đến New Caledonia, nhưng vào ngày 8 tháng 3, quân Nhật đã đổ bộ xuống Salamaua và Lae, khiến cho New Guinea và Port Moresby bị đe dọa. Lực lượng đặc nhiệm, được tăng cường bởi lực lượng tàu sân bay Lexington, một lần nữa tiến vào vịnh Papua, nơi vào ngày 10 tháng 3, máy bay được tung ra vượt qua dãy núi Owen Stanley để tấn công các căn cứ mới thành lập của quân Nhật tại vịnh Huon.
Trong suốt tháng 4, Russell tiếp tục hộ tống cho lực lượng đặc nhiệm của Yorktown, hoạt động chủ yếu tại khu vực ANZAC. Được cho tách ra vào ngày 3 tháng 5 để hộ tống cho tàu chở dầu USS Neosho (AO-23) làm nhiệm vụ tiếp nhiên liệu cho Lực lượng Đặc nhiệm 11, nó gia nhập trở lại Lực lượng Đặc nhiệm 17 vào sáng sớm ngày 5 tháng 5, tiếp tục vai trò bảo vệ cho các đơn vị hạng nặng của hạm đội. Vào ngày 7 tháng 5 trong biển Coral, nó đối đầu với máy bay đối phương đang tiếp cận để tấn công Yorktown và Lexington, nhằm hỗ trợ cho kế hoạch chiếm Port Moresby. Lexington bị đánh trúng và bị hư hại nặng, nhưng vẫn tiếp tục hoạt động, thu hồi và phóng máy bay chiến đấu. Tuy nhiên ba giờ sau đó, nó chịu đựng một loạt các vụ nổ do cháy xăng, và các đám cháy không thể kiểm soát được. Lệnh bỏ tàu được đưa ra, và chiếc tàu khu trục đã túc trực để giúp cứu vớt những người sống sót.
Quay trở về Tonga sau khi kết thúc Trận chiến biển Coral, Russell đưa lên bờ 170 người sống sót của Lexington rồi khởi hành đi Trân Châu Cảng. Đến nơi vào ngày 27 tháng 5, nó lại lên đường vào ngày 30 tháng 5, lần này đi đến đảo Midway. Vào ngày 4 tháng 6, các lực lượng đặc nhiệm 16 và 17 lại đụng độ với đối phương trong một trận đấu máy bay, khi Russell nằm trong thành phần hộ tống cho Yorktown. Đến xế trưa, máy bay ném bom-ngư lôi đối phương vượt qua được hàng rào tuần tra chiến đấu trên không và đánh trúng chiếc tàu sân bay, khiến nó hư hại nặng. Russell đã cứu 492 thành viên thủy thủ đoàn và các đội bay sau khi có lệnh bỏ tàu. Sang ngày hôm sau, nó chuyển 27 người sang chiếc tàu tuần dương hạng nặng Astoria để giúp vào việc cứu hộ chiếc tàu sân bay, nhưng ngư lôi phóng từ tàu ngầm Nhật I-168 đã làm hỏng nỗ lực này cũng như đánh chìm tàu khu trục Hammann. Đến ngày 10 tháng 6, bảo vệ cho việc chuyển giao máy bay và nhân sự thay thế từ tàu sân bay Saratoga sang các chiếc Hornet và Enterprise, và vào ngày 13 tháng 6, nó lên đường quay trở về Trân Châu Cảng.
Russell tiến hành các hoạt động huấn luyện trong hai tháng tiếp theo, cho đến khi lại lên đường cùng Lực lượng Đặc nhiệm 17 vào ngày 17 tháng 8, hộ tống cho đi về hướng Tây Nam. Đến ngày 29 tháng 8, Lực lượng Đặc nhiệm 17 gia nhập cùng Lực lượng Đặc nhiệm 61 để thành Đội đặc nhiệm 61.2; nhưng đến ngày 31 tháng 8, Saratoga bị trúng ngư lôi phóng từ tàu ngầm, và Russell tiến hành một cuộc truy quét tàu ngầm đối phương nhưng không mang lại kết quả. Vào ngày 6 tháng 9, một máy bay của Hornet đã thả chất nổ vào phía đuôi mạn phải của Russell để phá một quả ngư lôi; một cuộc truy quét tàu ngầm được thực hiện sau đó. Lúc 14 giờ 52 phút, nó bắt được tín hiệu đối phương và đã thả một loạt sáu quả mìn sâu 600-pound; đến 15 giờ 13 phút, xuất hiện một vệt dầu loang lớn, nhưng tín hiệu đối phương bị mất ở khoảng cách 700 thước Anh (640 m) và không thể gặp lại.
Trong thời gian còn lại của năm, và sang đầu năm 1943, Russell tiếp tục hoạt động để hỗ trợ cho Chiến dịch Guadalcanal. Vào ngày 25-26 tháng 10, nó tham gia Trận chiến quần đảo Santa Cruz, nơi nó tham gia những nỗ lực nhằm cứu những người sống sót sau khi tàu sân bay Hornet bị đánh chìm, giúp đưa Tư lệnh Lực lượng Đặc nhiệm 17, Chuẩn đô đốc George D. Murray và ban tham mưu của ông sang tàu tuần dương hạng nặng Pensacola, chuyển những người bị thương nặng sang chiếc Northampton, và đưa những người sống sót khác quay trở về Nouméa, nơi cấu trúc thượng tầng của Russell, vốn bị hư hại do các công việc cứu hộ, được sửa chữa.

#### 1943
Trong tháng 12 năm 1942 và tháng 1 năm 1943, Russell hộ tống các đoàn tàu vận tải đi đến Guadalcanal và Tulagi, và sau đó là Rennell. Sang tháng 2, nó hộ tống cho tàu sân bay Enterprise, và đến tháng 3 lại tiếp nối nhiệm vụ hộ tống vận tải, thực hiện một chuyến đi đến Australia và quay trở lại vào giữa tháng 4. Vào ngày 1 tháng 5, chiếc tàu khu trục lên đường quay về vùng bờ Tây. Sau khi được đại tu tại Xưởng hải quân Mare Island, vào cuối tháng 7, nó lên đường đi lên phía Bắc gia nhập lực lượng đang được tập trung cho cuộc tấn công đảo Kiska. Các hoạt động tuần tra tại khu vực quần đảo Aleut được tiếp nối cho đến mùa Thu, khi nó quay xuống phía Nam hộ tống các tàu đổ bộ đi Hawaii. Vào tháng 10, nó đi đến Wellington, New Zealand; và vào đầu tháng 11 hộ tống các tàu vận tải đi New Hebrides, nơi nó gia nhập Lực lượng Đặc nhiệm 53 để chuẩn bị cho cuộc tấn công lên quần đảo Gilbert.
Russell cùng lực lượng đặc nhiệm lên đường vào ngày 13 tháng 11, cùng các tàu vận chuyển lực lượng đi đến ngoài khơi Betio, Tarawa vào ngày 20 tháng 11, rồi bảo vệ cho các đơn vị hạng nặng trong khi chúng bắn phá bờ biển. Nó ở lại khu vực này cho đến ngày 25 tháng 11, bắn pháo hỗ trợ cho lực lượng trên bờ và bảo vệ cho các tàu vận chuyển di tản binh lính Thủy quân Lục chiến bị thương. Vào ngày 27 tháng 11, nó gia nhập Đội đặc nhiệm 50.3, rồi cùng Đội đặc nhiệm 50.1 lên đường đi quần đảo Marshall. Vào ngày 4 tháng 12, máy bay từ tàu sân bay Hoa Kỳ đã không kích Kwajalein và Wotje, và vào ngày 9 tháng 12, lực lượng quay trở về Trân Châu Cảng trong khi Russell tiếp tục đi về vùng bờ Tây.

#### 1944
Vào ngày 13 tháng 1 năm 1944, Russell hộ tống cho Đội đặc nhiệm 53.5 rời khu vực bờ biển California để hoạt động huấn luyện tại vùng biển Hawaii. Vào ngày 22 tháng 1, lực lượng hướng về phía Tây, và đến ngày 30 tháng 1, nó tham gia cùng các tàu khu trục và các đơn vị hạng nặng khác để bắn phá Wotje. Vào ngày 31 tháng 1, nó gia nhập trở lại lực lượng chủ lực ngoài khơi Kwajalein, và sau các nhiệm vụ bảo vệ ban đầu đã tham gia trong hàng hỗ trợ hỏa lực hải pháo. Vào ngày 2 tháng 2, nó hộ tống cho Đội tàu sân bay 22 và vào ngày hôm sau đã tiến vào vũng biển Kwajalein. Lên đường năm ngày sau đó, chiếc tàu khu trục đi Trân Châu Cảng, đến nơi vào ngày 15 tháng 2, nó tiếp tục đi về Xưởng hải quân Puget Sound để sửa chữa.
Hoàn tất việc sửa chữa vào tháng 3, Russell quay trở lại khu vực Hawaii vào tháng 4, rồi hộ tống cho chiếc Willard Holbrook đi New Guinea, nơi nó gia nhập Đội khu trục 2. Đi đến Finschhafen vào ngày 4 tháng 5, nó trình diện để phục vụ cùng Tư lệnh Lực lượng Đặc nhiệm 76 tại Sudest vào ngày 6 tháng 5, bắt đầu một giai đoạn hoạt động hộ tống khẩn trương kéo dài năm tháng dọc bờ biển New Guinea trong hoàn cảnh khó khăn về hoa tiêu do địa hình. Thoạt tiên được phân công hộ tống những chiếc tàu đổ bộ LST tiếp liệu cho Hollandia và Aitape, nó gia nhập Lực lượng Đặc nhiệm 77 vào ngày 16 tháng 5, và bảo vệ các tàu đổ bộ bộ binh LCI và tàu kéo hạm đội AT đi đến khu vực Wakde-Sarmi. Từ ngày 17 đến ngày 20 tháng 5, nó trực chiến ngoài khơi Wakde, đánh dấu luồng tiếp cận trong ngày đầu của cuộc đổ bộ tại đây, rồi bắn pháo hỗ trợ và hộ tống cho những chiếc khác. Vào ngày 20 tháng 5, nó quay trở lại vịnh Humboldt, và năm ngày sau lại lên đường cùng các tàu LST để đi Biak tiến hành Chiến dịch Horlick. Vào ngày 27 tháng 5, nó bắn phá quần đảo Padaido, tuần tra giữa Pai và Padaidori, bắn phá các mục tiêu tại Biak, rồi lên đường quay trở về vịnh Humboldt.
Sang tháng 6, Russell tiếp tục nhiệm vụ hộ tống vận tải và bảo vệ cho các chiến dịch tại Biak và Wakde. Vào giữa tháng 6, nó tham gia một cuộc bắn phá khu vực Toem, rồi tiếp nối hoạt động hộ tống dọc bờ biển. Đến đầu tháng 7, Noemfoor với hai sân bay của quân Nhật trở thành mục tiêu của nó; đến giữa tháng, chiếc tàu khu trục có một đợt nghỉ ngơi tại đảo Manus trước khi tiến hành Chiến dịch Globetrotter vào cuối tháng đó nhằm chiếm đóng Sansapor. Trong suốt tháng 8, nó hoạt động hỗ trợ cho chiến dịch, và vào giữa tháng 9 đã tiến lên phía trước đến quần đảo Molucca bảo vệ cho việc chiếm đóng Morotai, bước cuối cùng trên chặng đường quay trở lại Philippines, cũng như mở ra con đường phía Đông đến Borneo và Đông Ấn thuộc Hà Lan.
Vào ngày 13 tháng 10, Russell khởi hành cùng với Lực lượng Đặc nhiệm 78 để đi Philippines; và vào ngày 20 tháng 10, trong khi Lực lượng Tấn công phía Bắc đổ bộ lên phía Nam Tacloban, nó tuần tra ngoài khơi Alabat Point. Vào ngày 21 tháng 10, nó chiếm lấy vị trí bắn hỏa lực hỗ trợ lên phía Bắc khu vực đổ bộ. Cho đến ngày 24 tháng 10, nó tiếp tục ở lại vịnh San Pedro, tuần tra trong vịnh Leyte vào ngày 25 tháng 10, và khởi hành đi New Guinea vào ngày hôm sau, nơi trong tháng 11 và tháng 12, nó hộ tống các đoàn tàu vận tải tăng viện đi Leyte.

#### 1945
Vào ngày 28 tháng 12 năm 1944, Russell rời Aitape cho chiến dịch chiếm đóng Luzon, và đã đi vào eo biển Mindoro vào ngày 5 tháng 1 năm 1945. Hai ngày sau, nó cùng ba tàu khu trục khác hình thành nên một lực lượng ngăn chặn cách 5 hải lý (9,3 km) phía mạn phải của Lực lượng Tấn công San Fabian nhằm tiêu diệt mọi tàu bè đối phương tìm cách thoát ra khỏi vịnh Manila. Lúc 22 giờ 30 phút, tàu khu trục Nhật Hinoki bị phát hiện và bị tấn công; nó nổ tung và chìm 20 phút sau đó. Russell được lệnh cứu vớt những người sống sót của Hinoki; cho dù nhiều người còn sống được phát hiện bơi trên biển, họ đã từ chối được cứu giúp.
Vào ngày 9 tháng 1, lực lượng đi đến vịnh Lingayen sau khi trải qua các cuộc quấy phá của máy bay, tàu chiến và xuồng máy đối phương; Russell lại làm nhiệm vụ bảo vệ ngoài khơi khu vực vận chuyển. Trong chín ngày, nó tuần tra, bắn pháo sáng, bắn phá và đầy lui các cuộc không kích của máy bay tấn công cảm từ kamikaze đối phương. Từ ngày 18 đến ngày 23 tháng 1, nó hộ tống các tàu bị hư hại quay trở lại Leyte, và vào ngày 27 tháng 1 đi trở lên phía Bắc. Nó đi đến ngoài khơi vịnh Nasugbu vào ngày 31 tháng 1, bảo vệ cho các xuồng quét mìn YMS khi chúng quét sạch mìn các luồng tiếp cận, rồi bắn phá các vị trí đối phương tại Nasugbu. Được thay phiên vào xế trưa, nó quay trở lại vịnh Lingayen, và đến ngày 2 tháng 2 khởi hành đi Leyte, New Guinea và quần đảo Solomon.
Russell đi đến ngoài khơi Guadalcanal vào ngày 15 tháng 2, gia nhập trở lại Đệ Ngũ hạm đội và chuẩn bị cho Chiến dịch Iceberg, cuộc đổ bộ lên Okinawa. Vào ngày 1 tháng 4, nó đi đến ngoài khơi các bãi đổ bộ, tiến hành bảo vệ cho khu vực vận chuyển phía Bắc. Từ ngày 3 đến ngày 5 tháng 4, nó tuần tra tại phía Bắc Ie Shima, rồi quay trở về khu vực đổ bộ để hộ tống một đoàn tàu vận tải đi Ulithi. Quay trở lại bãi Hagushi cùng với lực lượng tăng viện vào ngày 21 tháng 2, nó chuyển đến Kerama Retto, nơi nó tuần tra tại khu vực hoạt động của tàu sân bay "Rapier", về phía Nam Okinawa cho đến tháng 5. Được tách khỏi nhiệm vụ hộ tống tàu sân bay vào ngày 27 tháng 5, nó đi đến khu vực thả neo Hagushi rồi lên đường vào này hôm sau quay trở về Hoa Kỳ cho một đợt đại tu.
Vẫn đang được đại tu tại Seattle, Washington khi chiến tranh kết thúc, Russell chuẩn bị để được cho ngừng hoạt động vào tháng 9, và nó được cho xuất biên chế vào ngày 15 tháng 11. Tên nó được cho rút khỏi danh sách Đăng bạ Hải quân vào ngày 28 tháng 11; và đến tháng 9 năm 1947, nó bị bán cho hãng National Metal and Steel Corporation ở đảo Terminal, Los Angeles, California để tháo dỡ.

## Phần thưởng
Russell được tặng thưởng mười sáu Ngôi sao Chiến trận do thành tích phục vụ trong Thế Chiến II.